# Вальехо, Вирхиния
Вирхи́ния Валье́хо Гарси́я (исп. Virginia Vallejo García; род 25 августа 1949, Картаго, Колумбия) — колумбийская писательница, журналистка, телережиссёр, ведущая, медийная персона и светская львица. С 2010 года живёт в политическом убежище в США.
18 июля 2006 года УБН вывезло её из Колумбии специальным рейсом в целях её безопасности и при условии сотрудничества с Министерством юстиции США в громких делах, после того как она публично обвинила нескольких колумбийских президентов и политиков в связях с ведущими кокаиновыми картелями Колумбии.
В 2007 году была опубликована её первая книга «Любить Пабло, ненавидеть Эскобара», побудившая колумбийскую судебную систему возобновить дела о штурме Дворца правосудия в Боготе в 1985 году и убийстве кандидата в президенты страны Луиса Карлоса Галана в 1989 году. Книга была переведена на 15 языков и экранизирована в 2018 году.
Ныне Вальехо проживает в Майами (штат Флорида, США). В 2019 году она начала работать на международном канале «Actualidad RT».

## Ранние годы

### Семья и детство
Вирхиния Вальехо родилась 26 августа 1949 года в городе Картаго (департамент Валье-дель-Каука, Колумбия), недалеко от имения своей семьи, в семье предпринимателя Хуана Вальехо Харамильо и Марии Гарсия Риверы. София Харамильо Аранго, её бабушка по отцовской линии, была потомком Алонсо Харамильо де Андраде Сеспедес-и-Гусмана, дворянина из испанской Эстремадуры. Несколько членов её семьи были министрами, писателями и послами. Так её дед по отцовской линии Эдуардо Вальехо Варела был министром экономики (1930), двоюродный дед Алехандро Вальехо Варела — писателем и близким другом Хорхе Эльесера Гайтана, а двоюродный дед Хайме Харамильо Аранго — министром образования (1934), послом в нескольких странах Европы и соучредителем Англо-колумбийской школы.
В 1950 году молодая семья вернулась в Боготу, где родились её братья и сёстры: Фелипе (род. 1951), Антонио (1955-2012) и София (род. 1957). Вирхиния ходила в детский сад Эльвиры Льерас Рестрепо, сестры президента Карлоса Льераса Рестрепо, друга её семьи. Училась она в Англо-колумбийской школе.

### Начало карьеры и замужества
В 1967-1968 годах Вальехо работала преподавателем английского языка в Американском центре Колумба в Боготе, а в 1969 году - в правлении банка «Banco del Comercio». В том же году она вышла замуж за Фернандо Борреро Кайседо, главного исполнительного директора «Borrero Zamorano y Giovanelli», но уже в 1971 году они развелись. В 1972 году, в период работы директором по связям с общественностью в «Cervecería Andina», она получила приглашение поучаствовать в создании телепрограммы под руководством Карлоса Лемоса Симмондса и Анибаля Фернандеса де Сото.
В 1978 году она вышла замуж за Дэвида Стивела, аргентинского телевизионного, театрального и кинорежиссёра, возглавлявшего «Clan Stivel». Брак распался в 1981 году.

## Карьера в СМИ
До 1998 года в Колумбии было только три телевизионных канала, принадлежавших правительству: два коммерческих и один официальный. «Inravisión», официальная вещательная компания, сдавала помещения независимым телевизионным продюсерским компаниям, известным как пограмадорас, многие из которых принадлежали известным журналистам или президентским семьям. Именно по этой причине Вальехо могла одновременно работать ведущей новостей и вести другие программы.

### 1970-е годы
С 1972 по 1975 год Вальехо была ведущей программы "¡Oiga Colombia, Revista del Sábado!", режиссёрами которой были Карлос Лемос Симмондс и Фернандес де Сото. С 1973 по 1975 год она вела телевизионные музыкальные шоу "Éxitos 73", "Éxitos 74" и ""Éxitos 75", продюсируемых «THOY», програмадорой семьи президента Хулио Сесара Турбая.
В 1973 году Вальехо начала работать репортёром в «TV Sucesos-A3», новостной программе, выпускаемой Альберто Акостой; а с 1975 по 1977 год она стала редактором её международного отдела. В начале и середине 1970-х годов Вальехо вела и другие телепрограммы, такие как викторина «TV Crucigrama», кулинарное шоу с шеф-поваром Сегундо Кабесасом и программу для детей.
В январе 1978 года Вальехо стала ведущей программы «Noticiero 24 Horas», выходивший в эфир в 7:00 вечера и режиссёрами которой были Маурисио Гомес и Серхио Арболеда. В марте правительство Тайваня пригласила её на инаугурацию президента Цзян Цзинго. В том же году она была избрана вице-президентом совета директоров Ассоциации колумбийских дикторов (исп. Asociación Colombiana de Locutores). В 1978, 1979 и 1980 годах Вальехо получала награду как лучший телевизионный ведущий от Ассоциации журналистов в жанре развлечений (исп. Asociación de Periodistas del Espectáculo).
В 1979 году Вальехо снялась в фильме "Колумбийская связь" Густаво Ньето Роа. В ноябре она появилась в журнале "Town & Country", где открывала раздел "Красивые женщины Эльдорадо". В 1979-1980 годах она вела программу "¡Cuidado con las Mujeres!", выпускаемую компанией «RTI Producciones» под руководством Дэвида Стивела.

### 1980-е годы
В 1981 году Вальехо основала свою собственную програмадору "TV Impacto" вместе с журналисткой Марго Риччи. В том же году правительство Израиля пригласило их сделать специальную программу о Святой земле.
В 1980-1982 годах она работала на радио "Caracol". Вальехо была единственной журналисткой, отправленной колумбийскими СМИ в Лондон для освещения свадьбы принца Уэльского и леди Дианы Спенсер 29 июля 1981 года. Трансляция Вальехо для "Caracol" длилась три часа. Для той же радиостанции до 1985 года она освещала конкурс Мисс Колумбия.
С 1981 по 1983 год Вальехо выпускала свою собственную программу «¡Al Ataque!». Она стала первой тележурналисткой, взявшей интервью у Пабло Эскобара. Интервью было сделано в январе 1983 года на мусорной свалке Медельина. Во время него Эскобар рассказал о благотворительном проекте «Медельин без трущоб» (исп. Medellín Sin Tugurios), запущенном им же и его партнёрами. Это интервью принесло Эскобару национальную известность.
В 1983-1984 годах она вела программу «Hoy por Hoy, Magazín del Lunes», выходившую в 7 часов вечера. В 1984 году Вальехо стала официальным рекламным лицом известной марки женских колготок «Medias Di Lido», снявшись в их рекламе в Венеции (Италия), а затем и в Рио-де-Жанейро, Сан-Хуане и Картахене. В 1983-1984 годах она вела музыкальное шоу «El Show de las Estrellas», режиссёром которого был Хорхе Барон. В 1984 году она стала редактором международного отдела «Grupo Radial Colombiano» (радиокомпании, основанной наркокартелем Кали), управляемой Карлосом Лемосом Симмондсом. В 1985 году Вальехо стала ведущей новостной программы «Telediario», выпускавшейся Артуро Абельей.
В 1985 году она появилась на обложках журналов «Bazaar» и «Cosmopolitan». Кроме того, «Elenco», журнал «El Tiempo», назвал её "символом эпохи". В 1988 году она получила стипендию от правительства Германии, благодаря которой изучала деловую журналистику в Берлине в Международном институте журналистики.

### С 1990-х годов по настоящее время
В 1991 году Вальехо вернулась в Колумбию для съёмок в мыльной опере «Sombra de tu Sombra» канала Caracol Televisión. В 1992 году она представила фильм "Нескромный!" (исп. ¡Indiscretísimo!) режиссёра Мануэля Прадо. С 1992 по 1994 год Вальехо работала на радиостанции "Todelar". В октябре 1994 года она завершила свою карьеру в колумбийских СМИ, чтобы открыть южноамериканское отделение многоуровневой компании, базировавшейся в США.
С 2009 по 2010 год Вальехо работала обозревателем венесуэльской газеты «6to Poder», руководимой оппозиционным журналистом Леосенисом Гарсией, но местный президент Уго Чавес закрыл издание, а его директора посадил в тюрьму.
В 2019 году Вальехо начала работать на телеканале «RT Español» или «RT Actualidad». Её программа «Sueños y pesadillas» посвящена насущным проблемам США, особенно в их латиноамериканских общинах, таким как разрыв в уровне жизни между самыми богатыми, средним классом и бедными, нелегальная иммиграция, дискриминация по признаку пола, торговля людьми, эпидемия наркомании или высокие затраты на здравоохранение.

## Выезд и убежище в США

### Отъезд из Колумбии
В начале июля 2006 года Вальехо дала показания по делу Альберто Сантофимио, бывшего министра юстиции Колумбии и соратника Пабло Эскобара, главы Медельинского кокаинового картеля и её любовника с 1983 по 1987 год. Сантофимио предстал перед судом по обвинению в заговоре с целью покушения на Луиса Карлоса Галана, кандидата в президенты страны, убитого Пабло Эскобаром 18 августа 1989 года. Через неделю прокурор Эдгардо Хосе Майя Вильясон закрыл дело «за отсутствием состава преступления». Все убийцы Галана и несколько ключевых свидетелей против Сантофимио были убиты, поэтому Вальехо связалась с американским посольством в Боготе и попросила американское правительство помочь спасти её жизнь в обмен на информацию о сообщниках Пабло Эскобара и братьях Хильберто и Мигеле Родригесе Орехуэле из наркокартеля Кали, заклятых врагов Пабло Эскобара. Братья были экстрадированы в США по приказу президента Колумбии Альваро Урибе, и суд должен был начаться в Майами через несколько недель.
Вылет Вальехо в США стал новостью во всём мире, и домашнее видео, которое она записала перед своим отъездом, было показано колумбийским телеканалом RCN, по данным которого его посмотрели 14 миллионов человек, собрав в стране аудиторию больше, чем финал чемпионата мира по футболу 2006 года, состоявшийся 9 июля. Шесть недель спустя Мигель и Хилберто Родригес Орехуэла признали себя виновными, они были приговорены к 30 годам тюремного заключения, а Министерство юстиции США конфисковало у них 2,1 миллиарда долларов в виде активов без дополнительного обращения в суд.

### «Любить Пабло, ненавидеть Эскобара»
В 2007 году Вальехо опубликовала книгу «Любить Пабло, ненавидеть Эскобара» (исп. Amando a Pablo, odiando a Escobar), в которой, среди прочего, она описала свои романтические отношения с Пабло Эскобаром, длившиеся с 1982 по 1987 год; происхождение повстанческих организаций в Колумбии, причины взрывного роста производства кокаина, историю появления паравоенных группировок «Смерть похитителям» (исп. Muerte a Secuestradores, MAS), «Экстрадируемых» (исп. Los Extraditables) и «Объединённых сил самообороны Колумбии», связи между картелями Медельина и Кали, карибскими диктаторами и колумбийскими президентами Альфонсо Лопесом Микельсеном, Эрнесто Сампером и Альваро Урибе, штурм Дворца правосудия в Боготе в 1985 году, отношения Эскобара с крайне левыми и крайне правыми повстанческими группами, ужасы эпохи наркотерроризма 1988-1993 годов, охоту на её бывшего любовника и его гибель 2 декабря 1993 года. Мемуары стали бестселлером номер один на испанском языке как в Колумбии, так и в США.

### Политическое убежище
По прибытии в США в 2006 году Вальехо запросила политическое убежище. Она подозревала, что если вернётся в Колумбию, то будет убита, как и несколько свидетелей по делу против Альберто Сантофимио и лидеров картеля Кали. Чтобы предоставить ей политическое убежище, Государственный департамент и Иммиграционный суд Майами изучил жизнь Вальехо и не смогли найти какого-либо признака наличия преследования её, только сотни угроз от членов колумбийского правительства, СМИ, принадлежавших или управлявшихся семьёй вице-президента Франсиско Сантоса Кальдерона и министра обороны Хуана Мануэля Сантоса, а также от военизированного отряда «Чёрные орлы».
3 мая 2010 года США предоставили Вальехо политическое убежище в соответствии с Конвенцией ООН против пыток. Она получила его из-за своей политической позиции по отношению к влиятельным политикам Колумбии, своих показаний по громким уголовным делам, тяжёлой автокатастрофы, в которую она попала по пути на дачу показаний в колумбийском консульстве Майами, а также из-за тысяч угроз в её адрес, размещённых в интернете.

## Свидетельства Вальехо

### Штурм Дворца правосудия в Боготе
В июле 2008 года колумбийское правительство предписало Вальехо дать показания по возобновлённому делу о штурме Дворца правосудия в Боготе (6 и 7 ноября 1985 года), унесшим жизни более 100 человек, включая 11 судей Верховного суда, повстанцев из М-19, правительственных агентов и десятков безоружных гражданских лиц. В колумбийском консульстве в Майами прокурор, присланный генеральным прокурором Колумбии, попросил Вальехо подтвердить сведения, описанные в её мемуарах в главе «Дворец, объятый пламенем». В течение следующих пяти часов она рассказала о роли всех участников той трагедии, в частности, отметив, что «хотя М-19 и Медельинский картель были ответственны за штурм, военные несут ответственность за резню». Журналистка также указала на бездействие президента Белисарио Бетанкура: «Командиры повстанцев из М-19 взяли судей в заложники, чтобы заставить правительство прислушаться к их требованиям, в том числе к отмене договора об экстрадиции с США. Но президент Бетанкур отказался отвечать на звонки председателя Верховного суда, магистрата Альфонсо Рейеса Эчандии, умолявшего спасти их жизни, и вместо этого он позволил армии и полиции разбомбить здание с 400 людьми внутри». В своих показаниях под присягой Вальехо поведала о словах Пабло Эскобара, сказанных ей в следующем году, после 10 месяцев разлуки с ней: «Люди, задержанные после пожара, многие с ожогами третьей степени, были отправлены в военные гарнизоны, где их пытали, а женщины были подвергнуты групповому изнасилованию, в целях узнать об убежищах других командиров повстанцев и о деньгах, которые я заплатил им, чтобы они украли мои документы до того, как суд вынес бы решение о нашей экстрадиции; впоследствии они были убиты, а их останки исчезли в ёмкостях с негашеной известью и серной кислотой». В конце главы Вальехо подытожила эти трагические события: «Этот пожар был холокостом колумбийской системы правосудия с триумфом истеблишмента, традиционных партий и „Экстрадируемых“ во главе с Эскобаром».
Спустя 25 лет после штурма Дворца правосудия 9 июня 2010 года судья Мария Стелья Хара приговорила полковника армии Альфонсо Пласаса к 30 годам тюремного заключения за насильственное исчезновение задержанных. Президент Урибе выступил по телевидению с критикой приговора и предложил свою защиту военным. Через неделю судье Харе пришлось бежать из Колумбии.

### Дело об убийстве Галана
В июле 2009 года Вальехо дала показания по возобновлённому делу об убийстве кандидата в президенты Колумбии Луиса Карлоса Галана, которое произошло 18 августа 1989 года. Она утверждала, что Альберто Сантофимио был ключевым инициатором покушения на политика. Она рассказала, как в 1984 и 1985 годах в её присутствии Альберто Сантофимио неоднократно просил Пабло Эскобара «…устранить сенатора Галана, прежде чем он сможет стать президентом и экстрадировать его».
После 18 лет проволочек и апелляций в 2007 году Альберто Сантофимио был приговорён к 24 годам тюремного заключения за сговор с Пабло Эскобаром в убийстве Луиса Карлоса Галана.

## Кинематограф
В фильме «Эскобар» Фернандо Леона де Араноа, роль Вальехо исполнила испанская актриса Пенелопа Крус, а Эскобара ― её муж Хавьер Бардем. Лента была произведена компанией «Millennium of Nevada» и проспонсирована колумбийским правительством. Фильм был представлен на 74-м Венецианском кинофестивале, проходившем с 30 августа по 9 сентября 2017 года. Крус и Бардем были номинированы на премию Гойя 2018 года за эти роли.
«Rotten Tomatoes» дал фильму 2,5 звезды. Многие критиковали его за плохой английский акцент ведущих испанских актёров, фильм был охарактеризован как «легкомысленный» и как «плохая мыльная опера о легендарном преступнике». Хотя в основу фильма и лёг бестселлер Вальехо, режиссёр и сопродюсеры привнесли в картину множество вымышленных сцен и персонажей, таких как агент УНБ или бывший муж-пластический хирург, который никогда не существовал. В реальности Эскобару и Вальехо было по 32 года, когда они познакомились в 1982 году. Вальехо никогда не увольняли, чтобы заменить более молодой ведущей, не угрожали её директорам или кому-либо ещё. Она не жила в Колумбии во время взрывов и похищений Эскобара и никогда не посещала его в тюрьме Ла Катедраль. На самом деле Вальехо прекратила свои отношения с Эскобаром в 1987 году, больше никогда его не видела и прожила следующие годы в Германии.
Журналисты, работавшие с Вальехо в Колумбии, не смогли понять, почему Крус полностью изменила её историю, уничижительно изобразив автора мемуаров, лёгших в основу картины. В интервью Бардем объяснил, что «колумбийский народ просил его не приукрашивать образ Эскобара». Вальехо же объясняла это тем, что причиной её клеветнического изображения в фильме были не только обвинения, которые она выдвинула против членов колумбийского правительства и семьи Сантос, но и миллионы долларов, которые телевизионные и кинопродюсеры получили от правительства Хуана Мануэля Сантоса Кальдерона, благодаря закону о кино, который он издал в 2012 году в целях продвижения Колумбии как туристического направления.
В Латинской Америке, включая Колумбию, фильм демонстрировался под названием «Измена Эскобара», возможно, в целях дистанцирования вымышленного повествования картины Леона де Араноа от свидетельств Вальехо, описанных в книге «Любить Пабло, ненавидеть Эскобара».